# Creme (Lebensmittel)
Als Creme oder Crème (französisch crème, deutsch veraltet auch Krem) bezeichnet man bei der Speisenzubereitung verschiedene Speisenkomponenten und eigenständige Gerichte. Entsprechend der französischen Bedeutung wird auch Rahm und Kaffeesahne aus Milch damit bezeichnet.

## Grundarten
- Mischung von Eiern, Eigelb, Zucker, Milch und Geschmacksträgern, die gegebenenfalls unter Zugabe von Mehl oder Cremepulver erwärmt und bis zur Bindung gerührt wird.
- Mischung von Eiern, Eigelb, Zucker, Milch und Geschmacksträgern, die in Formen gefüllt und im Wasserbad pochiert wird.
- Mischung von Eigelb, Wein oder Milch, Zucker und gelöster Gelatine, die mit Eischnee oder Schlagsahne vermengt wird.
- Schlagsahne, vermischt mit Fruchtpüree, Schokolade oder Kakaopulver
- Kurzform für Bayerische Creme
- Gleichsetzung mit Füllcreme, zum Beispiel Konditorcreme, Frangipanecreme, Saint-Honoré-Creme, Buttercreme und Fettcreme

## Varianten
- Crème anglaise, auch Englische Creme, aus Eigelb, Milch und Zucker hergestellte Creme
- Crème bavaroise, auch Bayerische Creme oder Gesulzte Creme, Dessert auf Basis von Englischer Creme
- Crème au beurre, auch Buttercreme, Creme aus Butter, der Konditorcreme, Englische Creme, Eischaummasse, Eischneemasse oder Zuckermasse untergezogen wird
- Crème brûlée, französische Süßspeise unter anderem aus Sahne und Karamell
- Crème frangipane, Vanillecreme mit Mandeln (Marzipan, Makronen, Amaretto)
- Crème pâtissière, auch Konditorcreme, siehe Vanillecreme
- Crème vanille, auch Vanillecreme, Creme aus Milch, Eigelb, Zucker, Vanille und Mehl oder Stärke
- Nougatcreme, Brotaufstrich aus Fett, Zucker, Haselnüssen und Kakao